# Edmund Bramfield
Edmund Bramfield ou Edmund Bromfield est un prélat anglais mort le 10 juin 1393. Il est évêque de Llandaff, au pays de Galles, de 1390 à sa mort.

## Biographie
Le nom d'Edmund Bramfield suggère qu'il est natif du village de Bramfield, dans le Suffolk. Moine bénédictin à l'abbaye de Bury St Edmunds, il étudie au Gloucester College (en) de l'université d'Oxford et obtient son doctorat en théologie en 1373. Après ses études, il est sélectionné pour représenter les bénédictins du sud de l'Angleterre à la Curie romaine.
John Brinkley, abbé de Bury St Edmunds, meurt le 31 décembre 1378 et le pape Urbain VI offre à Bramfield de lui succéder, en dépit du fait que le Statute of Provisors (en) de 1351 rejette toute interférence pontificale dans le choix des prélats anglais. C'est le début d'une longue dispute entre Bramfield et John Timworth, l'abbé élu par les moines de Bury St Edmunds et confirmé par le roi Richard II.
Bramfield rentre en Angleterre en 1379. Il parvient à s'imposer comme abbé de Bury St Edmunds pendant quatre jours avant d'être arrêté le 15 octobre. Au terme de son procès, il est incarcéré au château de Nottingham et reste captif pendant cinq ans. La dispute est résolue en 1385, lorsque le pape reconnaît l'élection de John Timworth. Urbain accorde alors à Bramfield l'abbatiat de La Sauve-Majeure, en Gascogne. Il occupe par la suite le poste de maître en théologie des écoles du palais du Vatican.
Edmund Bramfield est sacré évêque de Llandaff le 20 janvier 1390. Sa nomination à un siège épiscopal du pays de Galles vise peut-être à l'empêcher de contester la succession de l'abbé Timworth, mort le 16 janvier 1389. Il gouverne le diocèse de Llandaff pendant trois ans jusqu'à sa mort, le 10 juin 1393. Il est enterré à la cathédrale de Llandaff.